# Bogdan Dumitrache
Bogdan Dumitrache, né le 2 mai 1977 à Bucarest (Roumanie), est un acteur roumain.

## Biographie
Il remporte la Coquille d'argent du meilleur acteur au Festival international du film de Saint-Sébastien 2017 pour son rôle dans Pororoca de Constantin Popescu.

## Filmographie

### Télévision
- 2002 : Accords et à cris de Benoît d'Aubert (téléfilm) : Verlaine
- 2010-2012 : In deriva (série télévisée) : Tudor

### Cinéma
- 2004 : Trafic de Catalin Mitulescu (court métrage) : Tudor
- 2005 : Crash Test Dummies de Jörg Kalt : Nicolae
- 2005 : Le Tramway d'Andréa d'Alex Iordachescu (court métrage) : Marcel
- 2005 : La Mort de Dante Lazarescu de Cristi Puiu : le médecin à l’hôpital Sf. Spiridon
- 2006 : Comment j'ai fêté la fin du monde (Cum mi-am petrecut șfarsitul lumii) de Catalin Mitulescu : le docteur
- 2007 : Lecția De Box d'Alexandru Mavrodineanu (court métrage) : Victor
- 2010 : Portretul luptătorului la tinerețe de Constantin Popescu : Laurian Hasiu « Leu »
- 2010 : Captivi de Crăciun de Iulia Rugina (court métrage) : Alex
- 2010 : Oul de cuc de Ioan Carmazan : Uschitu
- 2011 : Loverboy de Catalin Mitulescu : Dumitrache
- 2011 : Din dragoste cu cele mai bune intenții d'Adrian Sitaru : Alex
- 2013 : Mère et Fils de Călin Peter Netzer : Barbu
- 2013 : Métabolisme ou quand le soir tombe sur Bucarest (Când se lasă seara peste București sau metabolism) de Corneliu Porumboiu : Paul
- 2014 : Bomberman de Barna Nemethi (court métrage) : Thomas Martin
- 2015 : Le Miracle de Tekir (Miracolul din Tekir) de Ruxandra Zenide : le Père Andrei
- 2016 : Sieranevada de Cristi Puiu : Relu
- 2016 : Dublu (Double) de Catrinel Danaiata : George
- 2017 : Pororoca, pas un jour ne passe (Pororoca) de Constantin Popescu : Tudor
- 2018 : Um om la locul lui de Hadrian Marcu : Petru
- 2018 : Alice T. de Radu Muntean : Zoli
- 2018 : Miss Sueno de Radu Potcoava (court métrage) : Zoli
- 2019 : Heidi de Catalin Mitulescu : Chirvasiu
- 2020 : Spiral de Cecilia Felmeri : Bence
- 2021 : Man and Dog (Om-Caine) de Stefan Constantinescu : Doru
- 2021 : Three Way Week de Bruno Coppola : Viorel
- 2024 : Trois kilomètres jusqu'à la fin du monde : le père

## Récompenses et distinctions
- Festival international du film de Saint-Sébastien 2017 : Coquille d'argent du meilleur acteur pour Pororoca.